# Уґля
У́ґля — село в Україні, у Закарпатській області, Мармароська котловина. В околицях родовища низькоякісної солі та мармуру. Адміністративний центр Углянської сільської громади.

## Історія
Село колись було у власності короля. Першими відомими власниками були сини Апруша: Ердо та Гергеш, які також були володарями долини Теребля.
Село було подаровано синам Апруша королем Сигізмундом у 1389 році, і сини Апруша обрали село місцем свого проживання. До 16 століття члени родини жили під прізвищем Угляї.
З легендарних джерел відомо, що в 885 році в Углю прибули учні святих рівноапостольних братів Кирила і Мефодія, котрі заснували Углянський монастир, що й нині виблискує золотими банями на пагорбі. Перший перепис населення тут здійснили в 1404 році угорці з Будапешта — це й стало початком офіційної історії села. А свою назву, за одною з версій, воно отримало від того, що в давнину в урочищі Уголька в відкритих місцях можна було побачити буре вугілля, яке використовували місцеві ковалі.
У 1410 році половину Углі на час було придбано Irholci Tatul, але через 10 років стало румунським, але потім русинські Угляї дворянство знову повернуло село. У 1558 році в Углі побувало посольство російського царя Івана Грозного. Повернувшись у Москву, воно передало донесення про природні багатства околиць Углянського монастиря: кам'яну сіль, мінеральні джерела та рослинний світ.
Пізніше Угляї взяли участь у повстанні в Дьордя Дожі, за що від них забрали майно.
Монастир і церква Успіння пр. богородиці. 1993.
Монастир і храм Успіння пр. богородиці. 1993.
В Углі існував з 14 ст. монастир, у якому перебував у 1730-х рр. останній закарпатських православних єпископів Досифей (Теодорович). 1788 р. монастир зруйновано.
Православний чоловічий монастир в Углі був одним з найдавніших на Закарпатті. Заснований у домонгольський період, він вважається деякими істориками найдавнішим слов'янським монастирем. На думку Я. Головацького, саме про цей монастир є згадка в Іпатівському літописі 1262 р.
Бронзова печатка Угольського монастиря 14 ст. знайдена науковцем О.Оросом у жовтні 1980 р. На печатці міститься напис: «Печать Монасьтира Оугольського Воськресения Христова».
Однією з найвагоміших постатей Углянської або Заневської обителі був єпископ Досифей (1648—1734), який залишив на полях церковних книг багато записів і власних духовних віршів. 22 серпня 1720 р. за правління австрійського імператора Карла VI усі монастирі та храми було підпорядковано Мукачівському уніатському єпископу, а єпископа Досифея позбавлено чину.
Але Досифей не втратив прихильності народу та священнослужителів і продовжував висвячувати священиків та приймати простих людей, за що був ув'язнений в Хустському замку, де і помер у 1734 р.
Тіло покійного було поховано на території Угольського монастиря, а його могила і сьогодні є святинею обителі.
У 1788 р. монастирська церква була дерев'яною. Монастир мав скити у Драгові, Одарові, Малій і Великій Угольках. Саме з Одарова перевезли у XVIII ст. до Колодного дерев'яну церкву, збудовану в 1470 р. За однією з версій, монастир знищили в 1735 р.
Після приєднання Закарпаття до Чехословаччини в 1920 р. на місці старого монастиря встановили хрест. Жіночий скит збудував ієромонах Вікентій (Василь Орос) на місці стародавнього чоловічого монастиря. У 1921 р. мешканець Углі Богдан Фиринець купив у місцевого єврея Іґнаца Марковича ділянку землі «На горах» за 2 тисячі корон і на місці, де колись стояв монастир, збудував капличку. Після його смерті земля стала власністю села і о. Вікентію довелося купувати ділянку за 5 тисяч чеських корон. Щоб зручніше було вести будівництво, єпископ Дамаскин перевів о. Вікентія з Нижнього Бистрого, де він служив, до Кричева.
У 1934 р. купили два будинки у Кричеві і перенесли на місце будівництва. Будинки послужили матеріалом для спорудження церкви і двох келій для ченців, що прийшли з Городилівського скиту. З початком Другої світової війни ченці розійшлися, а в скиті о. Вікентій поселив трьох монашок із Драгівського монастиря. У 1947 р. за настоятельки Рафаїли на фундаменті старої церкви збудували нову.
У радянський період монастир не діяв. Закрили його в 1959 р., але дерев’яну церкву і муровану базиліку не зруйнували і споруди поступово занепадали. Монастир відроджено в 1990 р. за ініціативою черниць на чолі з Христиною Стан. Обидві старі церкви розібрали.
На фундаменті базиліки з 1991 до 1993 р. збудували муровану церкву Успіння пр. богородиці. Звели також: нові корпуси келій з домовою церквою св. Іоана Предтечі та каплицю св. Іллі.
У 1992 р. в Успенській церкві встановили іконостас роботи Михайла Росади.
Церква Різдва пр. богородиці. 1875.
храм Різдва пр. богородиці. 1875.
У документах церкву св. Миколи в Углі згадують у 1438 році.
Єпископ Ольшавський у 1751 р. згадує муровану церкву св. Параскевії, з вежею, вкриту шинґлами, всіма образами прикрашену, збудовану між 1600 і 1650 роками. Записано, що церква відповідала кількості населення, а на одну циборію потрібно було 40 ринських.
У 1801 р. ще існує церква св. Параскевії, а в 1875 р. вже збудовано нову кам'яну церкву базилічного типу. У 1973—1974 р. наву розмалював художник Василь Якубець, а в 1988 р., після того, як внаслідок бурі розписи затекли, автор оновив малювання.

## Урочища
У селі є такі урочища: Мікоті, Велике Поле, Груники, Мочарь, Бокочі, Думбравиця, Денисово, Рябіна, Бобове, Русково, Сіріпатури, Ділок, Кирниця, Нижній кінець. Такі вулиці — Лесі Українки, Колюшева, Леніна, Радянська, Високогірна, Нова, Груниківська, Першотравнева, Петра Феєра, Визволення, Вайди, Шкільна, О. Суворової, Гагаріна, Горького, Шевченка, Набережна, Підгірна, Зелена.

## Присілки
Моньорош
Моньорош — колишнє село в Україні, в Закарпатській області.
Обєднане з селом Угля
Згадки: 1485. Monyorós
Русково
Русково — колишнє село в Україні, в Закарпатській області.
Обєднане з селом Угля
Згадки: 1892: Ruszkova , 1898: Ruszkova, 1904: Ruszkova, Oroszliget, 1907: Oroszliget, 1913: Oroszliget, 1944: Ruszkova, Русково.

## Туристичні місця
- В околицях села знаходяться родовища низькоякісної солі та мармуру.
- Углянські околиці вкриті густими лісами. Не просто красивими, а унікальними славиться Мала Уголька — в 1958 році тут створили Угольський заказник, а в 1968-му — відкрили Угольський масив Карпатського державного біосферного заповідника на 4530 га. Він славиться рідкісними буковими пралісами та трав'янистими угрупуваннями. 
- На вапнякових скелях зростає прадерево карпатських лісів — тис ягідний.
- На території Углянської сільради знаходиться 8 пам’яток неживої природи: сталактитові печери — Романія, Чур, Жемчужина, Під гребнем, Молочний камінь та Термокса мала і дві скелі-струнчаки — Кам'яні ворота і Дирявий камінь.
- храм Різдва пр. богородиці. 1875.
- Монастир і храм Успіння пр. богородиці. 1993.

## Відомі люди
- Немеш Іван Михайлович (* 1981) — сержант Збройних сил України, учасник російсько-української війни.
- Цірик Володимир Миколайович (1993—2016) — старший лейтенант Збройних сил України, учасник російсько-української війни.
- Шимон Олександр Петрович (1988—2014) — старший лейтенант, командир взводу 128-ї гірсько-піхотної бригади (Мукачеве). Загинув під Дебальцевим.
- Симеон (Голубка) (нар.1968) — архієрей УПЦ (МП)

## Галерея

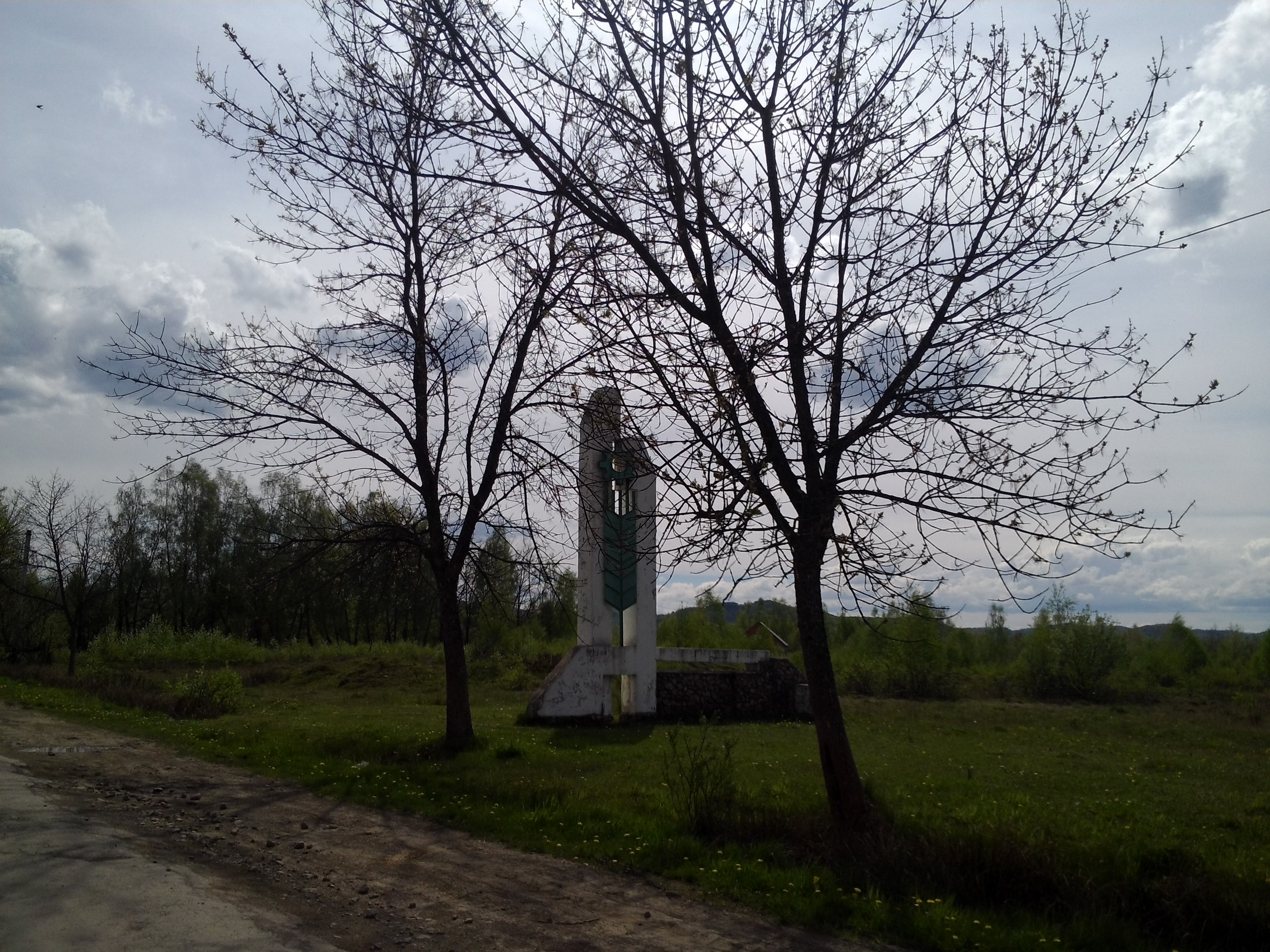
В’їзд до села
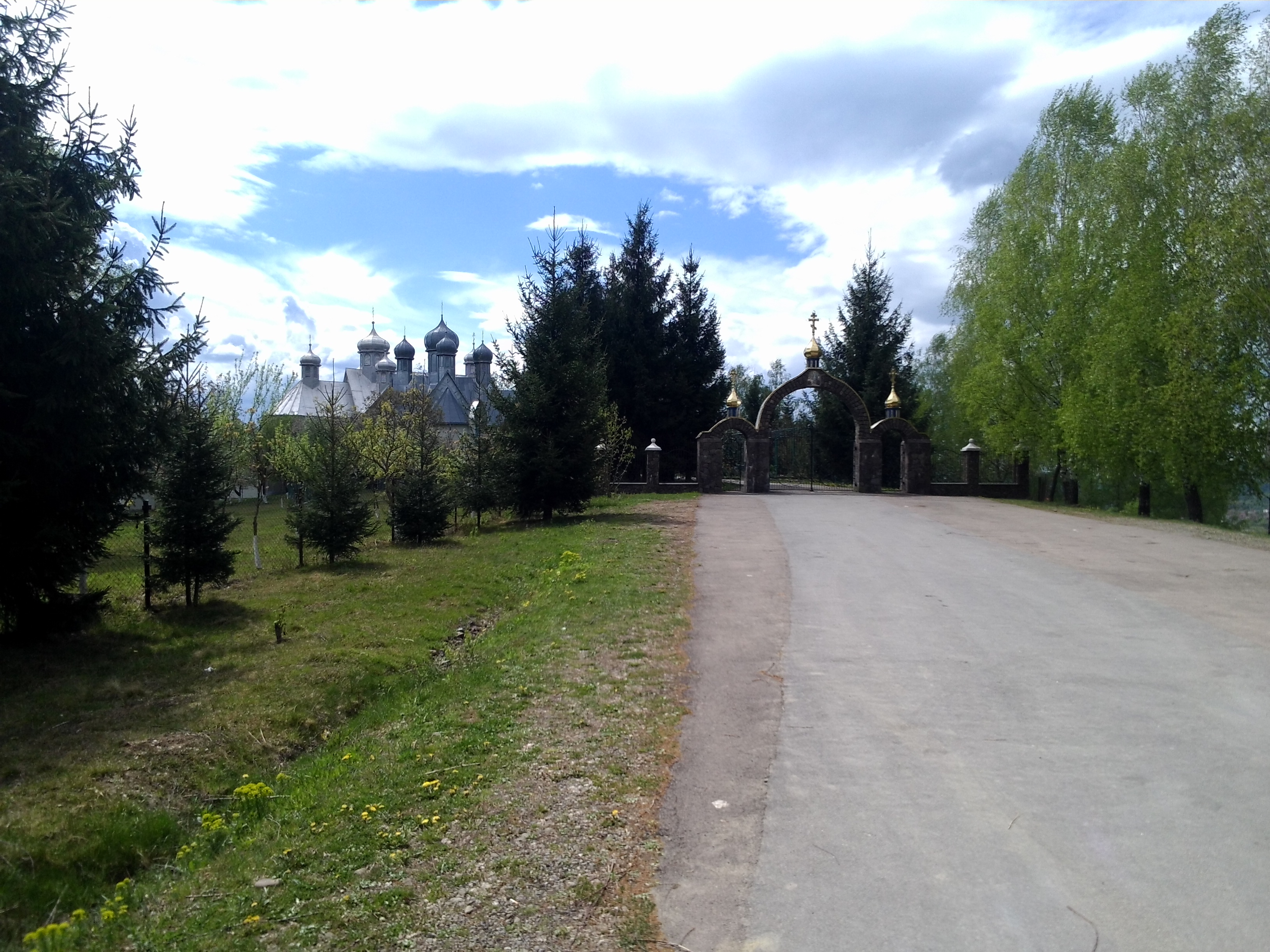
Монастир
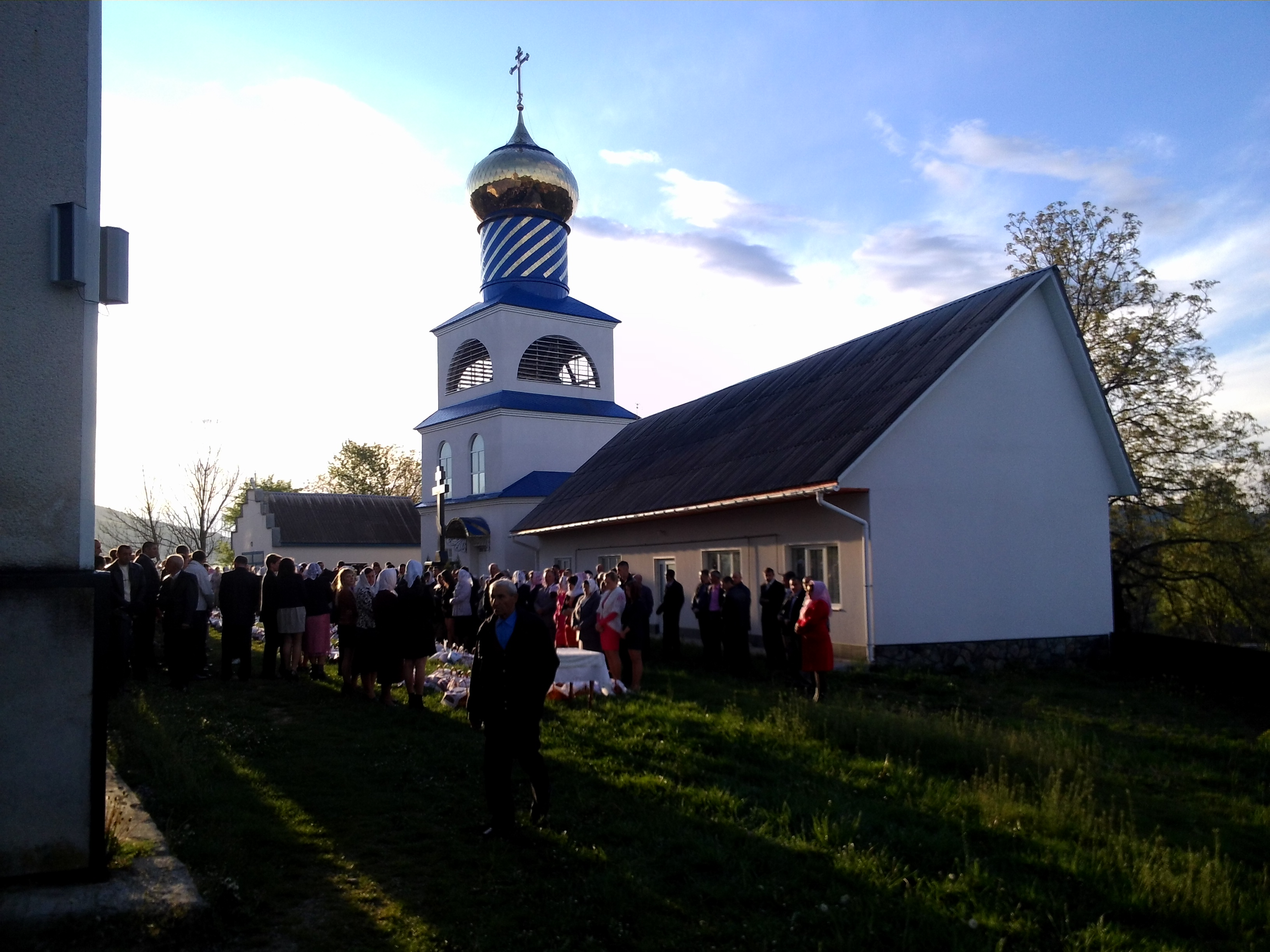
Святкування Великодня в церкві
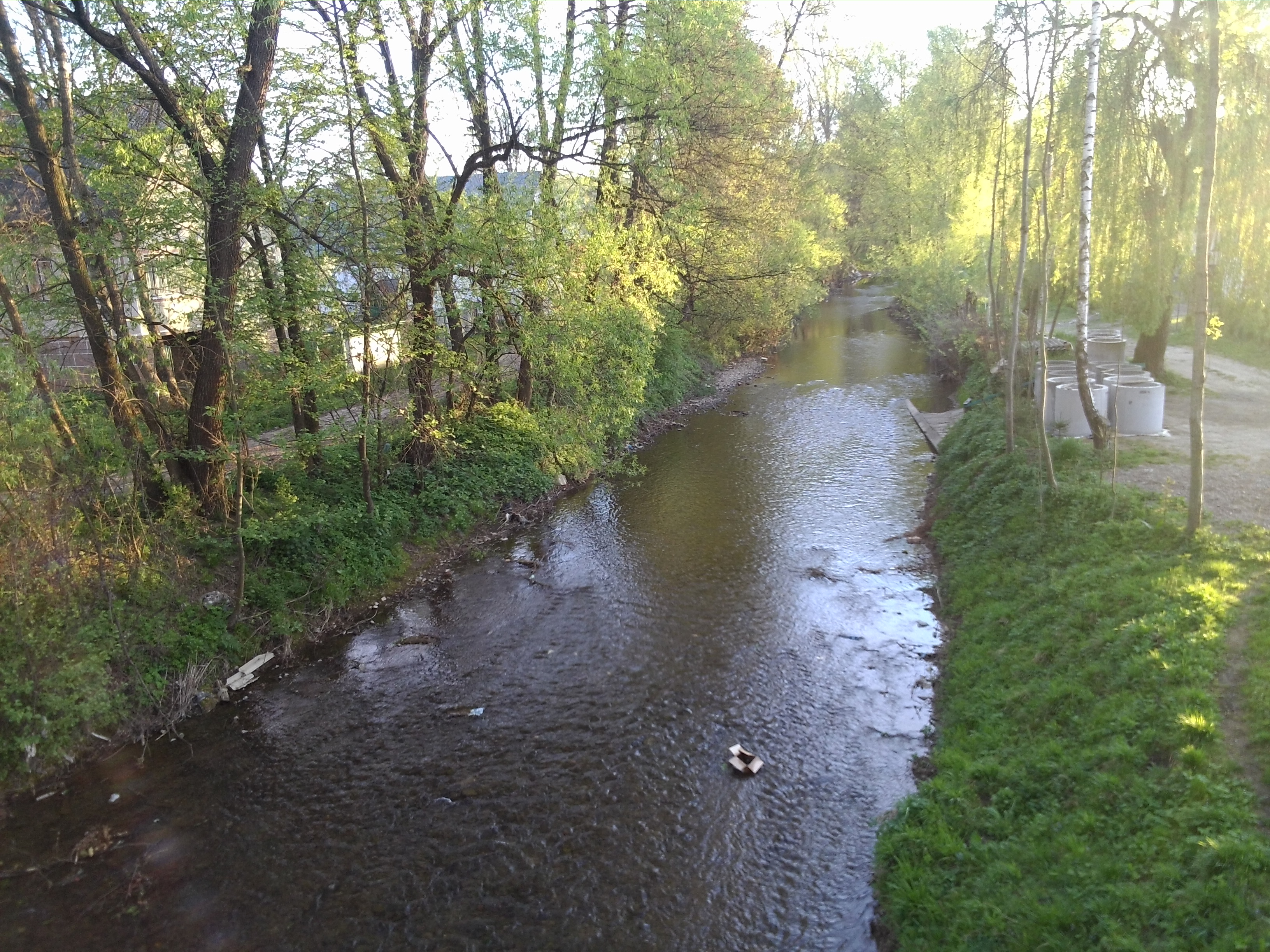
Річка
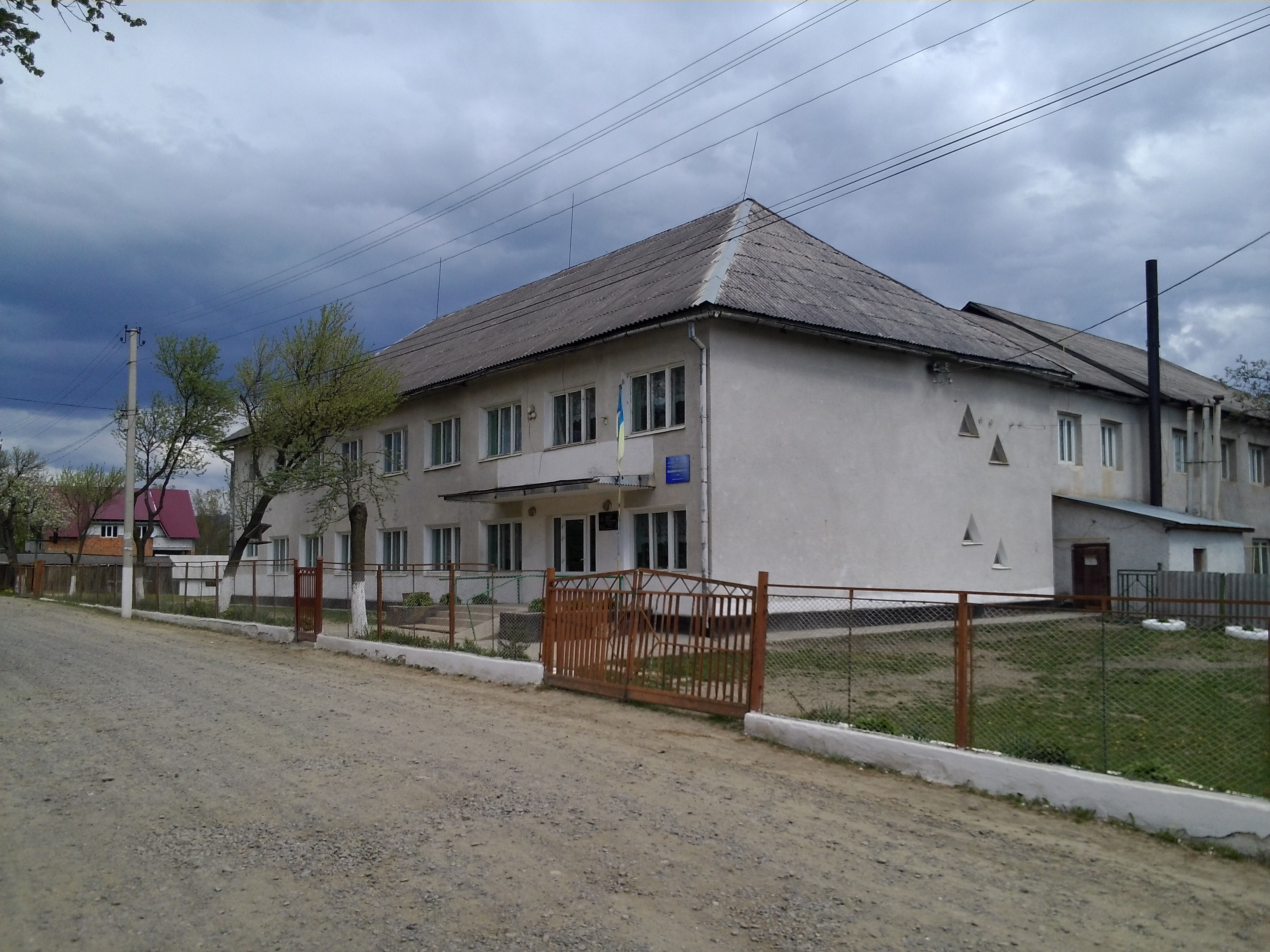
Школа імені П.М. Феєра
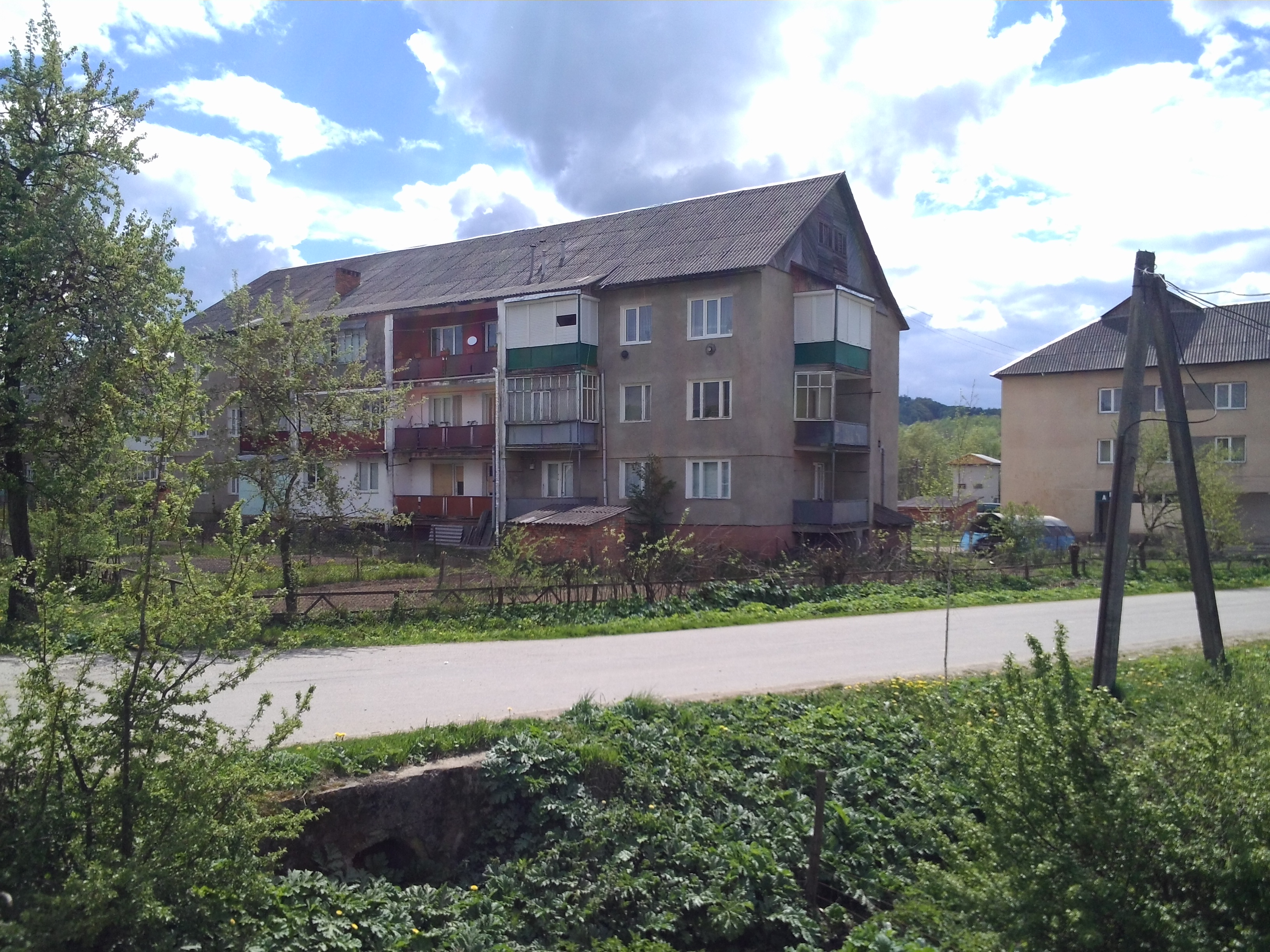
Район квартирних будинків
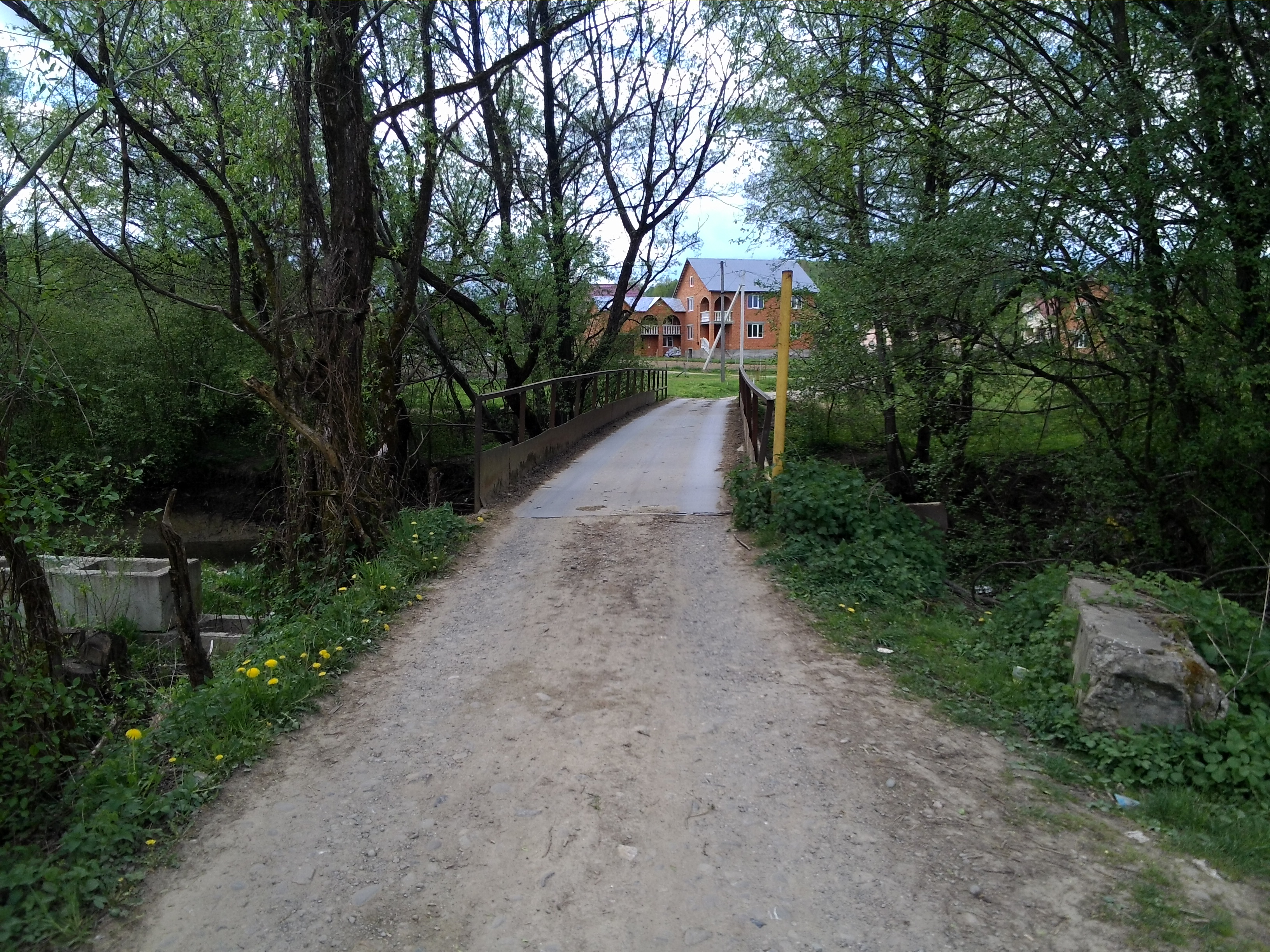
Місток через річку
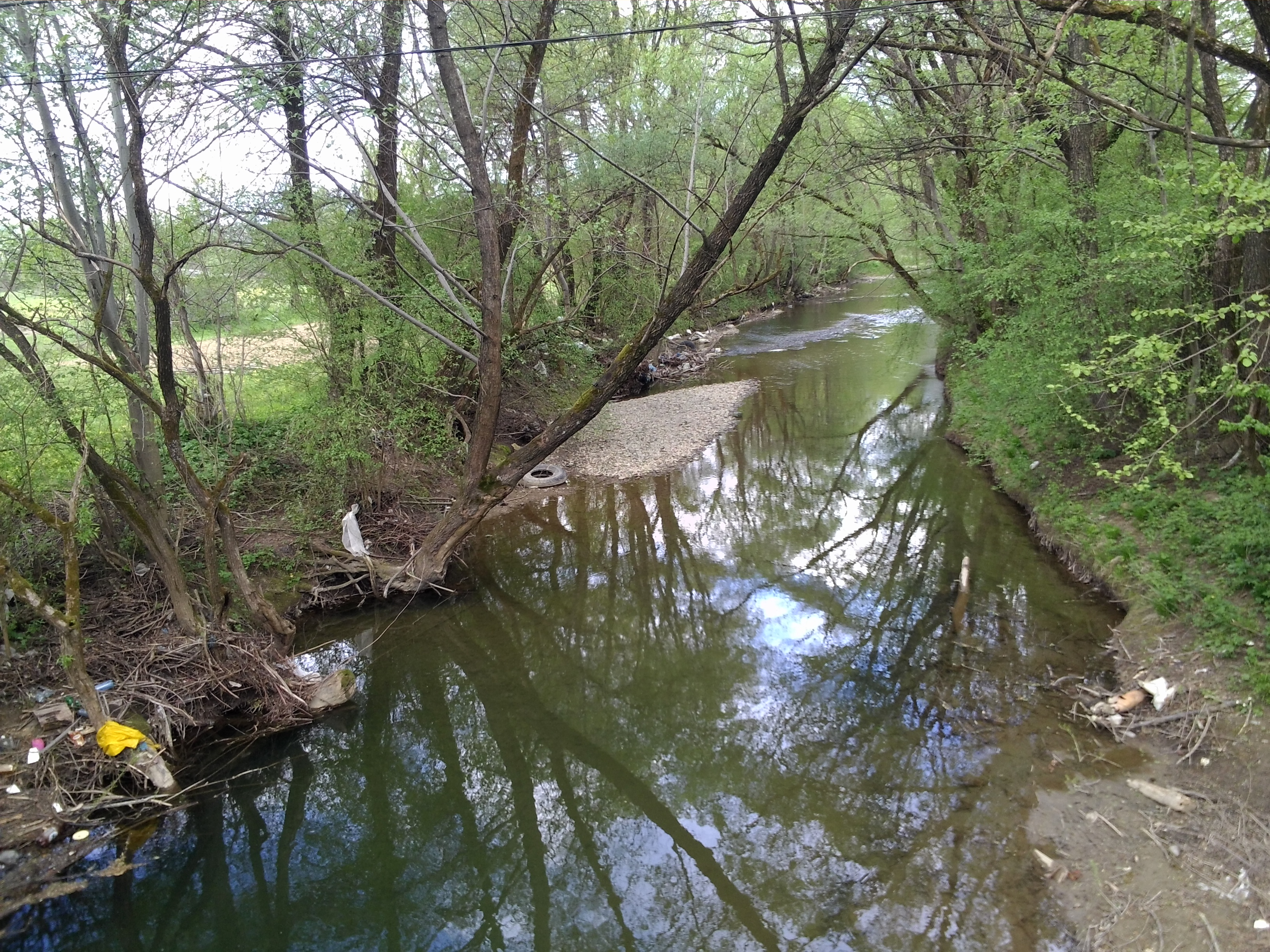
Річка
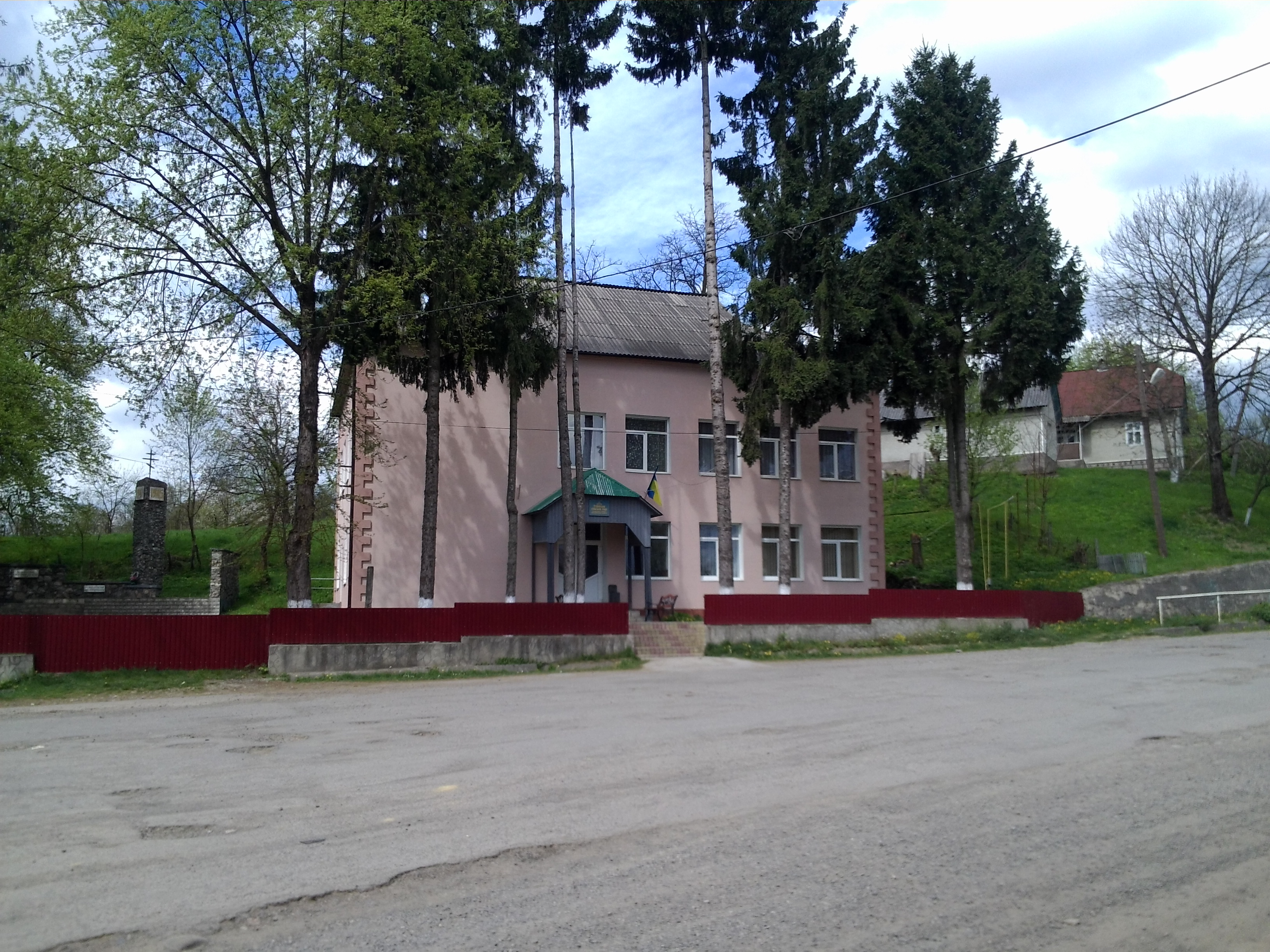
Будівля сільської ради
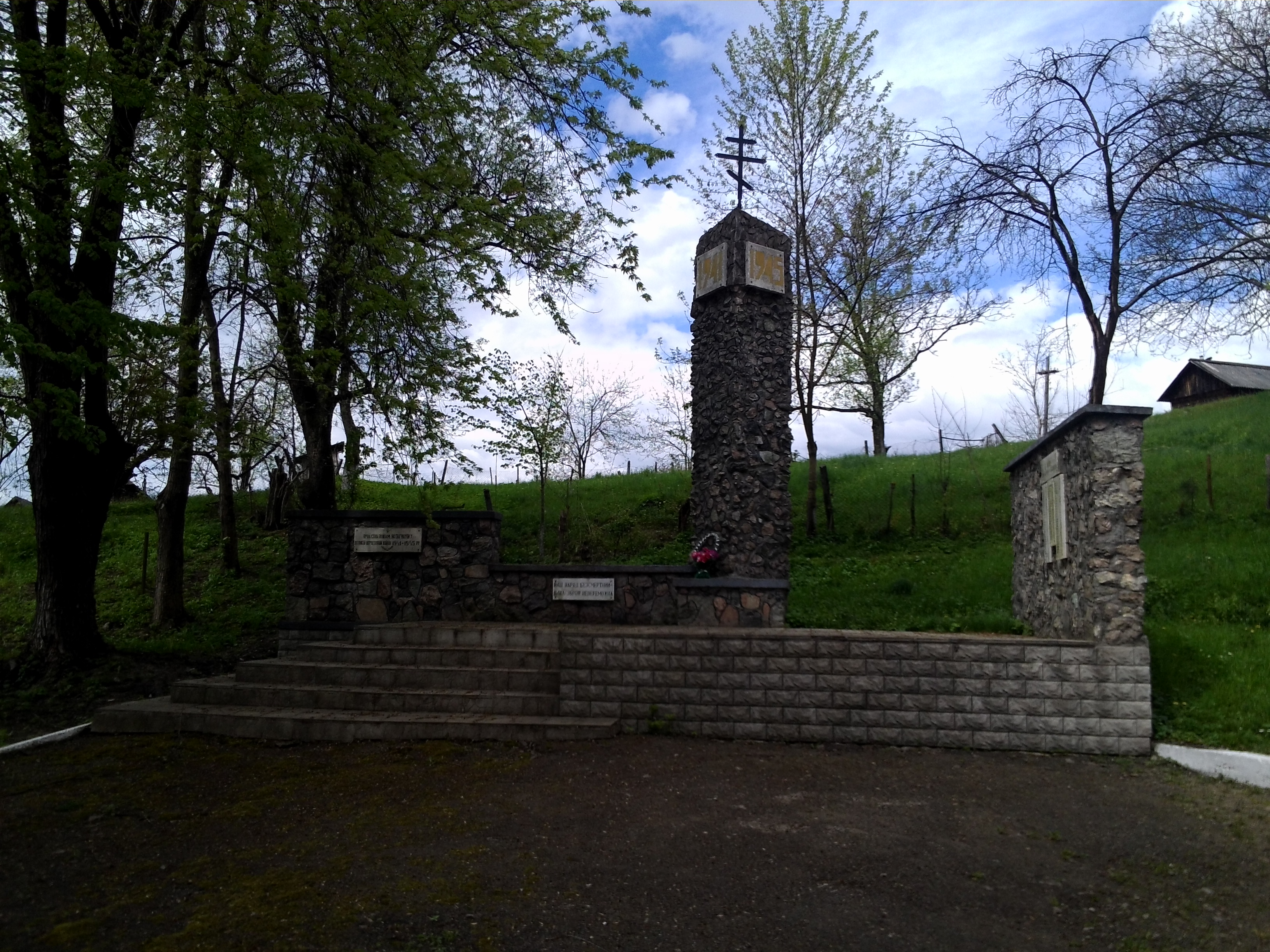
Меморіал загиблим воїнам